# KNVB Beker 2015/16 (mannen)
De KNVB Beker 2015/16 was de 98ste editie van het toernooi om de KNVB Beker. De finale werd dit jaar op zondag 24 april 2016 gehouden in De Kuip. FC Groningen was de titelverdediger, maar werd in de derde ronde uitgeschakeld door FC Utrecht. Feyenoord won voor de twaalfde keer de beker door in de finale met 2-1 van FC Utrecht te winnen, daardoor kreeg het een ticket voor de groepsfase van de Europa League.

## Speeldata
| Ronde           | Speeldata                       |
| --------------- | ------------------------------- |
| Eerste ronde    | 26 augustus en 2 september 2015 |
| Tweede ronde    | 22, 23 en 24 september 2015     |
| Derde ronde     | 27, 28 en 29 oktober 2015       |
| Achtste finales | 15, 16 en 17 december 2015      |
| Kwartfinales    | 2, 3 en 4 februari 2016         |
| Halve finales   | 2 en 3 maart 2016               |
| Finale          | 24 april 2016                   |

## Deelnemers
| Competitie     | Clubs               | Clubs           | Clubs            | Clubs            |
| -------------- | ------------------- | --------------- | ---------------- | ---------------- |
| Eredivisie     | ADO Den Haag        | Feyenoord       | N.E.C.           | FC Twente        |
| Eredivisie     | Ajax                | De Graafschap   | PEC Zwolle       | FC Utrecht       |
| Eredivisie     | AZ                  | FC Groningen    | PSV              | Vitesse          |
| Eredivisie     | SC Cambuur          | sc Heerenveen   | Roda JC Kerkrade | Willem II        |
| Eredivisie     | Excelsior           | Heracles Almelo |                  |                  |
| Eerste divisie | Achilles '29        | FC Emmen        | MVV Maastricht   | Sparta Rotterdam |
| Eerste divisie | Almere City FC      | Fortuna Sittard | NAC Breda        | Telstar          |
| Eerste divisie | FC Den Bosch        | Go Ahead Eagles | TOP Oss          | FC Volendam      |
| Eerste divisie | FC Dordrecht        | Helmond Sport   | RKC Waalwijk     | VVV-Venlo        |
| Eerste divisie | FC Eindhoven        |                 |                  |                  |
| Topklasse      | AFC                 | HHC Hardenberg  | FC Lisse         | TEC VV           |
| Topklasse      | Barendrecht         | HBS             | ONS Boso Sneek   | De Treffers      |
| Topklasse      | Capelle             | Hercules        | Rijnsburgse Boys | UNA              |
| Topklasse      | JVC Cuijk           | HSC '21         | OJC Rosmalen     | VVSB             |
| Topklasse      | EVV                 | Koninklijke HFC | Spakenburg       | WKE '16          |
| Topklasse      | Excelsior Maassluis | Kozakken Boys   | Scheveningen     | IJsselmeervogels |
| Topklasse      | GVVV                | FC Lienden      |                  |                  |
| Hoofdklasse    | ACV                 | SC Genemuiden   | Hoek             | Sparta Nijkerk   |
| Hoofdklasse    | Blauw Geel '38      | Groene Ster     | Noordwijk        | Staphorst        |
| Hoofdklasse    | DOVO                | Halsteren       | RKAVV            | VC Vlissingen    |
| Hoofdklasse    | Excelsior '31       | Harkemase Boys  | Ter Leede        |                  |
| Eerste Klasse  | Berkum              | Hoogland        | Longa '30        | JSV Nieuwegein   |
| Tweede Klasse  | Dubbeldam           | SC Feyenoord    |                  |                  |
| Derde Klasse   | Blerick             | SCM             | Zaanlandia       |                  |

### Legenda
| Kleur | Resultaat                        |
| ----- | -------------------------------- |
|       | Winnaar                          |
|       | Verliezend finalist              |
|       | Uitgeschakeld in halve finales   |
|       | Uitgeschakeld in kwartfinales    |
|       | Uitgeschakeld in achtste finales |
|       | Uitgeschakeld in derde ronde     |
|       | Uitgeschakeld in tweede ronde    |
|       | Uitgeschakeld in eerste ronde    |

## Wedstrijden
De loting voor de eerste en tweede ronde werd op 1 juli 2015 verricht door Hans Nijland.

#### Eerste ronde
In de eerste ronde kwamen 42 amateurverenigingen in actie, waarbij de zaterdag- en zondagverenigingen tegen elkaar speelden.
Op de wedstrijddag, 26 augustus 2015, werden verschillende wedstrijden stilgelegd vanwege onweer; uiteindelijk werden vier duels definitief gestaakt. Het resterende deel van deze duels werd gespeeld op 2 september.
|                        |                 |               |                                            |                                                                                |
| 26 augustus 2015 18:00 | JSV Nieuwegein  | 1 – 3 (1 – 2) | HBS *                                      | Stadion: Sportpark Galecop, Nieuwegein Toeschouwers: 200 Scheidsrechter: Serik |
| 26 augustus 2015 18:00 | Zwezerijnen 11' |               | 2' (e.d.) Wright 7' Samoender 56' Koffeman | Stadion: Sportpark Galecop, Nieuwegein Toeschouwers: 200 Scheidsrechter: Serik |
| 26 augustus 2015 18:00 |                 |               |                                            | Stadion: Sportpark Galecop, Nieuwegein Toeschouwers: 200 Scheidsrechter: Serik |
| 26 augustus 2015 18:00 |                 |               |                                            | Stadion: Sportpark Galecop, Nieuwegein Toeschouwers: 200 Scheidsrechter: Serik |
|                        |                 |               |                                            |                                                                                |

|                        |               |                            |                                                         |                                                                                 |
| 26 augustus 2015 18:00 | Blerick       | 1 – 5 n.v. (1 – 1) (1 – 1) | Capelle *                                               | Stadion: Sportpark 't Saorbrook, Venlo Toeschouwers: 400 Scheidsrechter: Witlox |
| 26 augustus 2015 18:00 | van Liempd 5' |                            | 30', 116' Van der Sande 107' Blokland 112', 120' Kleijn | Stadion: Sportpark 't Saorbrook, Venlo Toeschouwers: 400 Scheidsrechter: Witlox |
| 26 augustus 2015 18:00 |               |                            |                                                         | Stadion: Sportpark 't Saorbrook, Venlo Toeschouwers: 400 Scheidsrechter: Witlox |
| 26 augustus 2015 18:00 |               |                            |                                                         | Stadion: Sportpark 't Saorbrook, Venlo Toeschouwers: 400 Scheidsrechter: Witlox |
|                        |               |                            |                                                         |                                                                                 |

|                        |             |                                  |           |                                                                               |
| 26 augustus 2015 19:40 | FC Lisse    | 1 – 1 (definitief gestaakt, 35') | Halsteren | Stadion: Sportpark Ter Specke, Lisse Toeschouwers: 250 Scheidsrechter: Wiemer |
| 26 augustus 2015 19:40 | Fokkema 12' |                                  | 30' Bedaf | Stadion: Sportpark Ter Specke, Lisse Toeschouwers: 250 Scheidsrechter: Wiemer |
| 26 augustus 2015 19:40 |             |                                  |           | Stadion: Sportpark Ter Specke, Lisse Toeschouwers: 250 Scheidsrechter: Wiemer |
| 26 augustus 2015 19:40 |             |                                  |           | Stadion: Sportpark Ter Specke, Lisse Toeschouwers: 250 Scheidsrechter: Wiemer |
|                        |             |                                  |           |                                                                               |

|                        |          |                           |                    |                                                                                    |
| 26 augustus 2015 20:00 | Hoogland | 0 – 3 (0 – 1)             | Rijnsburgse Boys * | Stadion: Sportpark Langenoord, Hoogland Toeschouwers: 600 Scheidsrechter: D'Onorio |
| 26 augustus 2015 20:00 |          | 20' Leonard 59', 66' Vlug |                    | Stadion: Sportpark Langenoord, Hoogland Toeschouwers: 600 Scheidsrechter: D'Onorio |
| 26 augustus 2015 20:00 |          |                           |                    | Stadion: Sportpark Langenoord, Hoogland Toeschouwers: 600 Scheidsrechter: D'Onorio |
| 26 augustus 2015 20:00 |          |                           |                    | Stadion: Sportpark Langenoord, Hoogland Toeschouwers: 600 Scheidsrechter: D'Onorio |
|                        |          |                           |                    |                                                                                    |

|                        |                            |                                         |                         |                                                                                      |
| 26 augustus 2015 20:00 | Hercules                   | 2 – 2 n.v. (1 – 1) (1 – 1) (3 – 4 pen.) | Vv Noordwijk *          | Stadion: Sportpark Voordorp, Utrecht Toeschouwers: 500 Scheidsrechter: Van den Elzen |
| 26 augustus 2015 20:00 | Fonfille 33' Van Ojen 111' |                                         | 11' Borsboom 116' Wendt | Stadion: Sportpark Voordorp, Utrecht Toeschouwers: 500 Scheidsrechter: Van den Elzen |
| 26 augustus 2015 20:00 |                            |                                         |                         | Stadion: Sportpark Voordorp, Utrecht Toeschouwers: 500 Scheidsrechter: Van den Elzen |
| 26 augustus 2015 20:00 |                            |                                         |                         | Stadion: Sportpark Voordorp, Utrecht Toeschouwers: 500 Scheidsrechter: Van den Elzen |
|                        |                            |                                         |                         |                                                                                      |

|                        |                                                |               |                      |                                                                               |
| 26 augustus 2015 20:00 | WKE '16 *                                      | 3 – 0 (2 – 0) | GVVV                 | Stadion: Sportpark Grote Geert, Emmen Toeschouwers: 450 Scheidsrechter: Pérez |
| 26 augustus 2015 20:00 | Van der Voort 28' (e.d.) Eleveld 42' Görtz 59' |               | 70', 90' Terschegget | Stadion: Sportpark Grote Geert, Emmen Toeschouwers: 450 Scheidsrechter: Pérez |
| 26 augustus 2015 20:00 |                                                |               |                      | Stadion: Sportpark Grote Geert, Emmen Toeschouwers: 450 Scheidsrechter: Pérez |
| 26 augustus 2015 20:00 |                                                |               |                      | Stadion: Sportpark Grote Geert, Emmen Toeschouwers: 450 Scheidsrechter: Pérez |
|                        |                                                |               |                      |                                                                               |

|                        |                    |               |                                          |                                                                                        |
| 26 augustus 2015 20:00 | Dubbeldam          | 1 – 4 (1 – 1) | DOVO *                                   | Stadion: Sportpark Schenkeldijk, Dordrecht Toeschouwers: 600 Scheidsrechter: Gerritsen |
| 26 augustus 2015 20:00 | Van der Weijden 6' |               | 11' Patrick 72' Toonen 75', 77' Raterink | Stadion: Sportpark Schenkeldijk, Dordrecht Toeschouwers: 600 Scheidsrechter: Gerritsen |
| 26 augustus 2015 20:00 |                    |               |                                          | Stadion: Sportpark Schenkeldijk, Dordrecht Toeschouwers: 600 Scheidsrechter: Gerritsen |
| 26 augustus 2015 20:00 |                    |               |                                          | Stadion: Sportpark Schenkeldijk, Dordrecht Toeschouwers: 600 Scheidsrechter: Gerritsen |
|                        |                    |               |                                          |                                                                                        |

|                        |                                           |               |            |                                                                                    |
| 26 augustus 2015 20:00 | SC Genemuiden *                           | 4 – 0 (2 – 0) | Zaanlandia | Stadion: Sportpark de Wetering, Genemuiden Toeschouwers: 750 Scheidsrechter: Dröge |
| 26 augustus 2015 20:00 | M. Jansen 19', 66' Bremmer 35' Rotman 77' |               |            | Stadion: Sportpark de Wetering, Genemuiden Toeschouwers: 750 Scheidsrechter: Dröge |
| 26 augustus 2015 20:00 |                                           |               |            | Stadion: Sportpark de Wetering, Genemuiden Toeschouwers: 750 Scheidsrechter: Dröge |
| 26 augustus 2015 20:00 |                                           |               |            | Stadion: Sportpark de Wetering, Genemuiden Toeschouwers: 750 Scheidsrechter: Dröge |
|                        |                                           |               |            |                                                                                    |

|                        |                                                                           |               |                                                      |                                                                                        |
| 26 augustus 2015 20:00 | Ter Leede *                                                               | 7 – 3 (4 – 0) | Longa '30                                            | Stadion: Sportpark De Roodemolen, Sassenheim Toeschouwers: 125 Scheidsrechter: Ruperti |
| 26 augustus 2015 20:00 | Ammerlaan 2', 43', 74' Verplancke 35', 63' Schreurs 38' Van der Kooye 50' |               | 50' Boschker 55', 90' Heinsbroek 64' Klein Goldewijk | Stadion: Sportpark De Roodemolen, Sassenheim Toeschouwers: 125 Scheidsrechter: Ruperti |
| 26 augustus 2015 20:00 |                                                                           |               |                                                      | Stadion: Sportpark De Roodemolen, Sassenheim Toeschouwers: 125 Scheidsrechter: Ruperti |
| 26 augustus 2015 20:00 |                                                                           |               |                                                      | Stadion: Sportpark De Roodemolen, Sassenheim Toeschouwers: 125 Scheidsrechter: Ruperti |
|                        |                                                                           |               |                                                      |                                                                                        |

|                        |      |               |              |                                                                         |
| 26 augustus 2015 20:00 | Hoek | 0 – 1 (0 – 0) | EVV (Echt) * | Stadion: Sportpark Denoek, Hoek Toeschouwers: 300 Scheidsrechter: Prooi |
| 26 augustus 2015 20:00 |      | 48' Beckers   |              | Stadion: Sportpark Denoek, Hoek Toeschouwers: 300 Scheidsrechter: Prooi |
| 26 augustus 2015 20:00 |      |               |              | Stadion: Sportpark Denoek, Hoek Toeschouwers: 300 Scheidsrechter: Prooi |
| 26 augustus 2015 20:00 |      |               |              | Stadion: Sportpark Denoek, Hoek Toeschouwers: 300 Scheidsrechter: Prooi |
|                        |      |               |              |                                                                         |

|                        |                  |                            |                     |                                                                                  |
| 26 augustus 2015 20:00 | HSC '21 *        | 2 – 1 n.v. (1 – 1) (0 – 0) | Excelsior Maassluis | Stadion: Groot Scholtenhagen, Haaksbergen Toeschouwers: 422 Scheidsrechter: Puts |
| 26 augustus 2015 20:00 | Postma 66', 103' |                            | 69' Vink            | Stadion: Groot Scholtenhagen, Haaksbergen Toeschouwers: 422 Scheidsrechter: Puts |
| 26 augustus 2015 20:00 |                  |                            |                     | Stadion: Groot Scholtenhagen, Haaksbergen Toeschouwers: 422 Scheidsrechter: Puts |
| 26 augustus 2015 20:00 |                  |                            |                     | Stadion: Groot Scholtenhagen, Haaksbergen Toeschouwers: 422 Scheidsrechter: Puts |
|                        |                  |                            |                     |                                                                                  |

|                        |                |               |                            |                                                                                           |
| 26 augustus 2015 20:00 | Blauw Geel '38 | 0 – 1 (0 – 1) | Scheveningen *             | Stadion: Prins Willem Alexander Sportpark, Veghel Toeschouwers: 300 Scheidsrechter: Cairo |
| 26 augustus 2015 20:00 | Van Vessem 69' |               | 44' Goeman 64' Gómez-Nieto | Stadion: Prins Willem Alexander Sportpark, Veghel Toeschouwers: 300 Scheidsrechter: Cairo |
| 26 augustus 2015 20:00 |                |               |                            | Stadion: Prins Willem Alexander Sportpark, Veghel Toeschouwers: 300 Scheidsrechter: Cairo |
| 26 augustus 2015 20:00 |                |               |                            | Stadion: Prins Willem Alexander Sportpark, Veghel Toeschouwers: 300 Scheidsrechter: Cairo |
|                        |                |               |                            |                                                                                           |

|                        |                |                                          |                       |                                                                              |
| 26 augustus 2015 20:00 | ONS Boso Sneek | 1 – 2 (1 – 2) (definitief gestaakt, 59') | VC Vlissingen         | Stadion: Zuidersportpark, Sneek Toeschouwers: 500 Scheidsrechter: Bronsvoort |
| 26 augustus 2015 20:00 | Ramos 19'      |                                          | 24' Abdenbi 31' Pinas | Stadion: Zuidersportpark, Sneek Toeschouwers: 500 Scheidsrechter: Bronsvoort |
| 26 augustus 2015 20:00 |                |                                          |                       | Stadion: Zuidersportpark, Sneek Toeschouwers: 500 Scheidsrechter: Bronsvoort |
| 26 augustus 2015 20:00 |                |                                          |                       | Stadion: Zuidersportpark, Sneek Toeschouwers: 500 Scheidsrechter: Bronsvoort |
|                        |                |                                          |                       |                                                                              |

|                        |                             |                                         |                  |                                                                                           |
| 26 augustus 2015 20:00 | OJC Rosmalen *              | 2 – 2 n.v. (2 – 2) (1 – 1) (6 – 5 pen.) | Sparta Nijkerk   | Stadion: Sportpark De Groote Wielen, Rosmalen Toeschouwers: 600 Scheidsrechter: Roeleveld |
| 26 augustus 2015 20:00 | Huijgens 38' S. de Jong 70' |                                         | 5', 60' Tervoert | Stadion: Sportpark De Groote Wielen, Rosmalen Toeschouwers: 600 Scheidsrechter: Roeleveld |
| 26 augustus 2015 20:00 |                             |                                         |                  | Stadion: Sportpark De Groote Wielen, Rosmalen Toeschouwers: 600 Scheidsrechter: Roeleveld |
| 26 augustus 2015 20:00 |                             |                                         |                  | Stadion: Sportpark De Groote Wielen, Rosmalen Toeschouwers: 600 Scheidsrechter: Roeleveld |
|                        |                             |                                         |                  |                                                                                           |

|                        |               |                                  |     |                                                                                            |
| 26 augustus 2015 20:00 | SC Feyenoord  | 2 – 0 (definitief gestaakt, 37') | UNA | Stadion: Sportcomplex Varkenoord, Rotterdam Toeschouwers: 300 Scheidsrechter: Van der Eijk |
| 26 augustus 2015 20:00 | Obiku 2', 32' |                                  |     | Stadion: Sportcomplex Varkenoord, Rotterdam Toeschouwers: 300 Scheidsrechter: Van der Eijk |
| 26 augustus 2015 20:00 |               |                                  |     | Stadion: Sportcomplex Varkenoord, Rotterdam Toeschouwers: 300 Scheidsrechter: Van der Eijk |
| 26 augustus 2015 20:00 |               |                                  |     | Stadion: Sportcomplex Varkenoord, Rotterdam Toeschouwers: 300 Scheidsrechter: Van der Eijk |
|                        |               |                                  |     |                                                                                            |

|                        |        |                     |          |                                                                             |
| 26 augustus 2015 20:00 | TEC VV | 0 – 1 (0 – 0)       | Berkum * | Stadion: Sportpark De Lok, Tiel Toeschouwers: 400 Scheidsrechter: Van Kraay |
| 26 augustus 2015 20:00 |        | 48' Bacuna 60' Hese |          | Stadion: Sportpark De Lok, Tiel Toeschouwers: 400 Scheidsrechter: Van Kraay |
| 26 augustus 2015 20:00 |        |                     |          | Stadion: Sportpark De Lok, Tiel Toeschouwers: 400 Scheidsrechter: Van Kraay |
| 26 augustus 2015 20:00 |        |                     |          | Stadion: Sportpark De Lok, Tiel Toeschouwers: 400 Scheidsrechter: Van Kraay |
|                        |        |                     |          |                                                                             |

|                        |                |               |                                   |                                                                            |
| 26 augustus 2015 20:00 | Harkemase Boys | 1 – 3 (0 – 1) | De Treffers *                     | Stadion: Sportpark de Bosk, Harkema Toeschouwers: 800 Scheidsrechter: Otto |
| 26 augustus 2015 20:00 | Renken 54'     |               | 10', 84' Verbeek 90+1' Maertzdorf | Stadion: Sportpark de Bosk, Harkema Toeschouwers: 800 Scheidsrechter: Otto |
| 26 augustus 2015 20:00 |                |               |                                   | Stadion: Sportpark de Bosk, Harkema Toeschouwers: 800 Scheidsrechter: Otto |
| 26 augustus 2015 20:00 |                |               |                                   | Stadion: Sportpark de Bosk, Harkema Toeschouwers: 800 Scheidsrechter: Otto |
|                        |                |               |                                   |                                                                            |

|                        |                  |               |                   |                                                                                      |
| 26 augustus 2015 20:00 | IJsselmeervogels | 0 – 1 (0 – 0) | Koninklijke HFC * | Stadion: Sportpark De Westmaat, Spakenburg Toeschouwers: 600 Scheidsrechter: Martens |
| 26 augustus 2015 20:00 |                  | 84' Opoku     |                   | Stadion: Sportpark De Westmaat, Spakenburg Toeschouwers: 600 Scheidsrechter: Martens |
| 26 augustus 2015 20:00 |                  |               |                   | Stadion: Sportpark De Westmaat, Spakenburg Toeschouwers: 600 Scheidsrechter: Martens |
| 26 augustus 2015 20:00 |                  |               |                   | Stadion: Sportpark De Westmaat, Spakenburg Toeschouwers: 600 Scheidsrechter: Martens |
|                        |                  |               |                   |                                                                                      |

|                        |             |                          |       |                                                                                       |
| 26 augustus 2015 20:00 | Groene Ster | 0 – 2 (0 – 1)            | ACV * | Stadion: Sportpark Pronsebroek, Heerlerheide Toeschouwers: 300 Scheidsrechter: Berben |
| 26 augustus 2015 20:00 |             | 45' De Vries 83' Menting |       | Stadion: Sportpark Pronsebroek, Heerlerheide Toeschouwers: 300 Scheidsrechter: Berben |
| 26 augustus 2015 20:00 |             |                          |       | Stadion: Sportpark Pronsebroek, Heerlerheide Toeschouwers: 300 Scheidsrechter: Berben |
| 26 augustus 2015 20:00 |             |                          |       | Stadion: Sportpark Pronsebroek, Heerlerheide Toeschouwers: 300 Scheidsrechter: Berben |
|                        |             |                          |       |                                                                                       |

|                        |                                                                             |                |                           |                                                                                   |
| 26 augustus 2015 20:00 | Excelsior '31 *                                                             | 10 – 2 (6 – 2) | SCM                       | Stadion: Sportpark de Koerbelt, Rijssen Toeschouwers: 300 Scheidsrechter: Oostrom |
| 26 augustus 2015 20:00 | Köse 2', 57' Pot 7', 34', 64' Gerritsen 24', 29', 38', 73' Ten Bolscher 87' |                | 40' Willems 45' Paulissen | Stadion: Sportpark de Koerbelt, Rijssen Toeschouwers: 300 Scheidsrechter: Oostrom |
| 26 augustus 2015 20:00 |                                                                             |                |                           | Stadion: Sportpark de Koerbelt, Rijssen Toeschouwers: 300 Scheidsrechter: Oostrom |
| 26 augustus 2015 20:00 |                                                                             |                |                           | Stadion: Sportpark de Koerbelt, Rijssen Toeschouwers: 300 Scheidsrechter: Oostrom |
|                        |                                                                             |                |                           |                                                                                   |

|                        |       |                                  |           |                                                                                              |
| 26 augustus 2015 20:00 | RKAVV | 0 – 0 (definitief gestaakt, 20') | Staphorst | Stadion: Sportpark Kastelenring, Leidschendam Toeschouwers: 400 Scheidsrechter: Van der Burg |
| 26 augustus 2015 20:00 |       |                                  |           | Stadion: Sportpark Kastelenring, Leidschendam Toeschouwers: 400 Scheidsrechter: Van der Burg |
| 26 augustus 2015 20:00 |       |                                  |           | Stadion: Sportpark Kastelenring, Leidschendam Toeschouwers: 400 Scheidsrechter: Van der Burg |
| 26 augustus 2015 20:00 |       |                                  |           | Stadion: Sportpark Kastelenring, Leidschendam Toeschouwers: 400 Scheidsrechter: Van der Burg |
|                        |       |                                  |           |                                                                                              |

Inhaalronde

|                        |                       |                       |           |                                                                               |
| 2 september 2015 20:00 | FC Lisse *            | 2 – 1 (1 – 1)         | Halsteren | Stadion: Sportpark Ter Specke, Lisse Toeschouwers: 250 Scheidsrechter: Wiemer |
| 2 september 2015 20:00 | Fokkema 12' Buijs 78' | resterende 55 minuten | 30' Bedaf | Stadion: Sportpark Ter Specke, Lisse Toeschouwers: 250 Scheidsrechter: Wiemer |
| 2 september 2015 20:00 |                       |                       |           | Stadion: Sportpark Ter Specke, Lisse Toeschouwers: 250 Scheidsrechter: Wiemer |
| 2 september 2015 20:00 |                       |                       |           | Stadion: Sportpark Ter Specke, Lisse Toeschouwers: 250 Scheidsrechter: Wiemer |
|                        |                       |                       |           |                                                                               |

|                        |                             |                            |                       |                                                                           |
| 2 september 2015 20:00 | ONS Boso Sneek *            | 3 – 2 n.v. (2 – 2) (1 – 2) | VC Vlissingen         | Stadion: Zuidersportpark, Sneek Toeschouwers: 500 Scheidsrechter: Koekoek |
| 2 september 2015 20:00 | Ramos 19' De Wagt 79', 102' | resterende 31 minuten      | 24' Abdenbi 31' Pinas | Stadion: Zuidersportpark, Sneek Toeschouwers: 500 Scheidsrechter: Koekoek |
| 2 september 2015 20:00 |                             |                            |                       | Stadion: Zuidersportpark, Sneek Toeschouwers: 500 Scheidsrechter: Koekoek |
| 2 september 2015 20:00 |                             |                            |                       | Stadion: Zuidersportpark, Sneek Toeschouwers: 500 Scheidsrechter: Koekoek |
|                        |                             |                            |                       |                                                                           |

|                        |                               |                       |                  |                                                                                            |
| 2 september 2015 20:00 | SC Feyenoord *                | 2 – 1 (2 – 0)         | Una              | Stadion: Sportcomplex Varkenoord, Rotterdam Toeschouwers: 300 Scheidsrechter: Van der Eijk |
| 2 september 2015 20:00 | Obiku 2', 32' Van Rheenen 86' | resterende 53 minuten | 77' Van de Gevel | Stadion: Sportcomplex Varkenoord, Rotterdam Toeschouwers: 300 Scheidsrechter: Van der Eijk |
| 2 september 2015 20:00 |                               |                       |                  | Stadion: Sportcomplex Varkenoord, Rotterdam Toeschouwers: 300 Scheidsrechter: Van der Eijk |
| 2 september 2015 20:00 |                               |                       |                  | Stadion: Sportcomplex Varkenoord, Rotterdam Toeschouwers: 300 Scheidsrechter: Van der Eijk |
|                        |                               |                       |                  |                                                                                            |

|                        |       |                       |             |                                                                                              |
| 2 september 2015 20:00 | RKAVV | 0 – 1 (0 – 1)         | Staphorst * | Stadion: Sportpark Kastelenring, Leidschendam Toeschouwers: 400 Scheidsrechter: Van der Burg |
| 2 september 2015 20:00 |       | resterende 70 minuten | 37' Kroes   | Stadion: Sportpark Kastelenring, Leidschendam Toeschouwers: 400 Scheidsrechter: Van der Burg |
| 2 september 2015 20:00 |       |                       |             | Stadion: Sportpark Kastelenring, Leidschendam Toeschouwers: 400 Scheidsrechter: Van der Burg |
| 2 september 2015 20:00 |       |                       |             | Stadion: Sportpark Kastelenring, Leidschendam Toeschouwers: 400 Scheidsrechter: Van der Burg |
|                        |       |                       |             |                                                                                              |

#### Tweede ronde
In de tweede ronde kwamen uit: de 21 winnaars uit de eerste ronde, de kampioenen van de Topklassen, de (vervangende) periodekampioenen van de Topklassen en de betaaldvoetbalorganisaties. Clubs die dit seizoen Europees voetbal speelden, kwamen in deze ronde niet tegen elkaar uit. De amateurverenigingen speelden thuis bij loting tegen een betaaldvoetbalorganisatie.
|                             |              |                         |           |                                                                                     |
| 22 september 2015 17:00 uur | Scheveningen | 0 – 0 n.v. (5 – 6 pen.) | Telstar * | Stadion: Sportpark Houtrust, Scheveningen Toeschouwers: 500 Scheidsrechter: Oostrom |
| 22 september 2015 17:00 uur | Goeman 88'   |                         |           | Stadion: Sportpark Houtrust, Scheveningen Toeschouwers: 500 Scheidsrechter: Oostrom |
| 22 september 2015 17:00 uur |              |                         |           | Stadion: Sportpark Houtrust, Scheveningen Toeschouwers: 500 Scheidsrechter: Oostrom |
| 22 september 2015 17:00 uur |              |                         |           | Stadion: Sportpark Houtrust, Scheveningen Toeschouwers: 500 Scheidsrechter: Oostrom |
|                             |              |                         |           |                                                                                     |

|                             |            |                                         |                |                                                                                                |
| 22 september 2015 17:00 uur | Capelle *  | 1 – 1 n.v. (1 – 1) (1 – 1) (5 – 4 pen.) | MVV Maastricht | Stadion: Sportpark 't Slot, Capelle aan den IJssel Toeschouwers: 650 Scheidsrechter: Dieperink |
| 22 september 2015 17:00 uur | Balrak 45' |                                         | 13' Labylle    | Stadion: Sportpark 't Slot, Capelle aan den IJssel Toeschouwers: 650 Scheidsrechter: Dieperink |
| 22 september 2015 17:00 uur |            |                                         |                | Stadion: Sportpark 't Slot, Capelle aan den IJssel Toeschouwers: 650 Scheidsrechter: Dieperink |
| 22 september 2015 17:00 uur |            |                                         |                | Stadion: Sportpark 't Slot, Capelle aan den IJssel Toeschouwers: 650 Scheidsrechter: Dieperink |
|                             |            |                                         |                |                                                                                                |

|                             |                                                                               |                            |                                          |                                                                                      |
| 22 september 2015 17:00 uur | OJC Rosmalen                                                                  | 3 – 4 n.v. (3 – 3) (1 – 2) | Sparta Rotterdam *                       | Stadion: Sportpark De Groote Wielen, Rosmalen Toeschouwers: 400 Scheidsrechter: Otto |
| 22 september 2015 17:00 uur | Scholts 4' Geerts 56' Chraou 66' (pen.) Scholts 69', 72' Van Zijl 90+1', 116' |                            | 12' Stokkers 20', 75' Verhaar 115' Hiwat | Stadion: Sportpark De Groote Wielen, Rosmalen Toeschouwers: 400 Scheidsrechter: Otto |
| 22 september 2015 17:00 uur |                                                                               |                            |                                          | Stadion: Sportpark De Groote Wielen, Rosmalen Toeschouwers: 400 Scheidsrechter: Otto |
| 22 september 2015 17:00 uur |                                                                               |                            |                                          | Stadion: Sportpark De Groote Wielen, Rosmalen Toeschouwers: 400 Scheidsrechter: Otto |
|                             |                                                                               |                            |                                          |                                                                                      |

|                             |                        |               |                                  |                                                                                      |
| 22 september 2015 17:00 uur | AFC                    | 2 – 3 (0 – 1) | FC Emmen *                       | Stadion: Sportpark Goed Genoeg, Amsterdam Toeschouwers: 300 Scheidsrechter: Lindhout |
| 22 september 2015 17:00 uur | Sutorius 60' Jesse 87' |               | 11' Seip 58' Gyasi 78' Streutker | Stadion: Sportpark Goed Genoeg, Amsterdam Toeschouwers: 300 Scheidsrechter: Lindhout |
| 22 september 2015 17:00 uur |                        |               |                                  | Stadion: Sportpark Goed Genoeg, Amsterdam Toeschouwers: 300 Scheidsrechter: Lindhout |
| 22 september 2015 17:00 uur |                        |               |                                  | Stadion: Sportpark Goed Genoeg, Amsterdam Toeschouwers: 300 Scheidsrechter: Lindhout |
|                             |                        |               |                                  |                                                                                      |

|                             |              |               |                 |                                                                                  |
| 22 september 2015 18:30 uur | NAC Breda    | 0 – 1 (0 – 0) | sc Heerenveen * | Stadion: Rat Verlegh Stadion, Breda Toeschouwers: 6.200 Scheidsrechter: Manschot |
| 22 september 2015 18:30 uur | Dingsdag 87' |               | 83' Veerman     | Stadion: Rat Verlegh Stadion, Breda Toeschouwers: 6.200 Scheidsrechter: Manschot |
| 22 september 2015 18:30 uur |              |               |                 | Stadion: Rat Verlegh Stadion, Breda Toeschouwers: 6.200 Scheidsrechter: Manschot |
| 22 september 2015 18:30 uur |              |               |                 | Stadion: Rat Verlegh Stadion, Breda Toeschouwers: 6.200 Scheidsrechter: Manschot |
|                             |              |               |                 |                                                                                  |

|                             |                |                         |              |                                                                                |
| 22 september 2015 20:00 uur | ONS Boso Sneek | 0 – 2 (0 – 1)           | FC Utrecht * | Stadion: Zuidersportpark, Sneek Toeschouwers: 2.000 Scheidsrechter: Van Boekel |
| 22 september 2015 20:00 uur |                | 3' Barazite 90+4' Rubin |              | Stadion: Zuidersportpark, Sneek Toeschouwers: 2.000 Scheidsrechter: Van Boekel |
| 22 september 2015 20:00 uur |                |                         |              | Stadion: Zuidersportpark, Sneek Toeschouwers: 2.000 Scheidsrechter: Van Boekel |
| 22 september 2015 20:00 uur |                |                         |              | Stadion: Zuidersportpark, Sneek Toeschouwers: 2.000 Scheidsrechter: Van Boekel |
|                             |                |                         |              |                                                                                |

|                             |           |                                    |          |                                                                                    |
| 22 september 2015 20:00 uur | Noordwijk | 0 – 3 (0 – 1)                      | N.E.C. * | Stadion: Sportpark Duinwetering, Noordwijk Toeschouwers: 871 Scheidsrechter: Blank |
| 22 september 2015 20:00 uur |           | 35' Santos 54' Ritzmaier 88' Rayhi |          | Stadion: Sportpark Duinwetering, Noordwijk Toeschouwers: 871 Scheidsrechter: Blank |
| 22 september 2015 20:00 uur |           |                                    |          | Stadion: Sportpark Duinwetering, Noordwijk Toeschouwers: 871 Scheidsrechter: Blank |
| 22 september 2015 20:00 uur |           |                                    |          | Stadion: Sportpark Duinwetering, Noordwijk Toeschouwers: 871 Scheidsrechter: Blank |
|                             |           |                                    |          |                                                                                    |

| |          |               |                          |                                                                              |
| 22 september 2015 20:00 uur                                                                                         | ACV      | 1 – 2 (1 – 0) | Excelsior '31 *          | Stadion: Stadion Marsdijk **, Assen Toeschouwers: 500 Scheidsrechter: Mulder |
| 22 september 2015 20:00 uur                                                                                         | Rosa 24' |               | 65' Hempenius 66' Mulkes | Stadion: Stadion Marsdijk **, Assen Toeschouwers: 500 Scheidsrechter: Mulder |
| 22 september 2015 20:00 uur                                                                                         |          |               |                          | Stadion: Stadion Marsdijk **, Assen Toeschouwers: 500 Scheidsrechter: Mulder |
| 22 september 2015 20:00 uur                                                                                         |          |               |                          | Stadion: Stadion Marsdijk **, Assen Toeschouwers: 500 Scheidsrechter: Mulder |
| Bijz.: ** ACV week uit naar het stadion van Achilles 1894 omdat hun eigen hoofdveld niet over kunstlicht beschikte. |          |               |                          |                                                                              |

|                             |                                                  |               |                         |                                                                                           |
| 22 september 2015 20:00 uur | Kozakken Boys *                                  | 4 – 2 (2 – 1) | Staphorst               | Stadion: Sportpark de Zwaaier, Werkendam Toeschouwers: 1.200 Scheidsrechter: Van der Eijk |
| 22 september 2015 20:00 uur | Irilmazbilek 7' Eloisghiri 15', 59' Hammouti 68' |               | 29' Brakke 72' Mijnheer | Stadion: Sportpark de Zwaaier, Werkendam Toeschouwers: 1.200 Scheidsrechter: Van der Eijk |
| 22 september 2015 20:00 uur |                                                  |               |                         | Stadion: Sportpark de Zwaaier, Werkendam Toeschouwers: 1.200 Scheidsrechter: Van der Eijk |
| 22 september 2015 20:00 uur |                                                  |               |                         | Stadion: Sportpark de Zwaaier, Werkendam Toeschouwers: 1.200 Scheidsrechter: Van der Eijk |
|                             |                                                  |               |                         |                                                                                           |

|                             |              |               |             |                                                                                 |
| 22 september 2015 20:00 uur | FC Lienden * | 1 – 0 (1 – 0) | FC Volendam | Stadion: Sportpark de Abdijhof, Lienden Toeschouwers: 800 Scheidsrechter: Pérez |
| 22 september 2015 20:00 uur | Grot 45'     |               |             | Stadion: Sportpark de Abdijhof, Lienden Toeschouwers: 800 Scheidsrechter: Pérez |
| 22 september 2015 20:00 uur |              |               |             | Stadion: Sportpark de Abdijhof, Lienden Toeschouwers: 800 Scheidsrechter: Pérez |
| 22 september 2015 20:00 uur |              |               |             | Stadion: Sportpark de Abdijhof, Lienden Toeschouwers: 800 Scheidsrechter: Pérez |
|                             |              |               |             |                                                                                 |

|                             |                                        |               |           |                                                                                        |
| 22 september 2015 20:00 uur | Spakenburg *                           | 3 – 0 (1 – 0) | Ter Leede | Stadion: Sportpark De Westmaat, Spakenburg Toeschouwers: 2.000 Scheidsrechter: Wesdorp |
| 22 september 2015 20:00 uur | Van der Wilt 24' Gouriye 71' Tol 90+2' |               |           | Stadion: Sportpark De Westmaat, Spakenburg Toeschouwers: 2.000 Scheidsrechter: Wesdorp |
| 22 september 2015 20:00 uur |                                        |               |           | Stadion: Sportpark De Westmaat, Spakenburg Toeschouwers: 2.000 Scheidsrechter: Wesdorp |
| 22 september 2015 20:00 uur |                                        |               |           | Stadion: Sportpark De Westmaat, Spakenburg Toeschouwers: 2.000 Scheidsrechter: Wesdorp |
|                             |                                        |               |           |                                                                                        |

|                             |                                                          |                                         |                                     |                                                                                    |
| 22 september 2015 20:00 uur | SC Genemuiden *                                          | 3 – 3 n.v. (2 – 2) (1 – 2) (3 – 1 pen.) | ADO Den Haag                        | Stadion: Sportpark de Wetering, Genemuiden Toeschouwers: 2.200 Scheidsrechter: Bax |
| 22 september 2015 20:00 uur | Van der Kolk 42', 49' Van der Kooy 79', 97' Riemens 100' |                                         | 18' Gorré 37' Havenaar 120' Marengo | Stadion: Sportpark de Wetering, Genemuiden Toeschouwers: 2.200 Scheidsrechter: Bax |
| 22 september 2015 20:00 uur |                                                          |                                         |                                     | Stadion: Sportpark de Wetering, Genemuiden Toeschouwers: 2.200 Scheidsrechter: Bax |
| 22 september 2015 20:00 uur |                                                          |                                         |                                     | Stadion: Sportpark de Wetering, Genemuiden Toeschouwers: 2.200 Scheidsrechter: Bax |
|                             |                                                          |                                         |                                     |                                                                                    |

|                             |              |               |                                        |                                                                                              |
| 22 september 2015 20:00 uur | SC Feyenoord | 0 – 2 (0 – 2) | FC Dordrecht *                         | Stadion: Sportcomplex Varkenoord, Rotterdam Toeschouwers: 800 Scheidsrechter: Van den Heuvel |
| 22 september 2015 20:00 uur | Bentem 50'   |               | 27' Janga 42' Chacón 56' (pen.) Aktaou | Stadion: Sportcomplex Varkenoord, Rotterdam Toeschouwers: 800 Scheidsrechter: Van den Heuvel |
| 22 september 2015 20:00 uur |              |               |                                        | Stadion: Sportcomplex Varkenoord, Rotterdam Toeschouwers: 800 Scheidsrechter: Van den Heuvel |
| 22 september 2015 20:00 uur |              |               |                                        | Stadion: Sportcomplex Varkenoord, Rotterdam Toeschouwers: 800 Scheidsrechter: Van den Heuvel |
|                             |              |               |                                        |                                                                                              |

|                             |            |                                         |                  |                                                                                         |
| 22 september 2015 20:00 uur | EVV (Echt) | 0 – 3 (0 – 1)                           | Almere City FC * | Stadion: Sportpark in de Bandert, Echt Toeschouwers: 450 Scheidsrechter: Van der Vrande |
| 22 september 2015 20:00 uur |            | 25' (pen.) Kip 70' Braken 89' Boldewijn |                  | Stadion: Sportpark in de Bandert, Echt Toeschouwers: 450 Scheidsrechter: Van der Vrande |
| 22 september 2015 20:00 uur |            |                                         |                  | Stadion: Sportpark in de Bandert, Echt Toeschouwers: 450 Scheidsrechter: Van der Vrande |
| 22 september 2015 20:00 uur |            |                                         |                  | Stadion: Sportpark in de Bandert, Echt Toeschouwers: 450 Scheidsrechter: Van der Vrande |
|                             |            |                                         |                  |                                                                                         |

|                             |          |                                        |                  |                                                                                       |
| 22 september 2015 20:00 uur | FC Lisse | 0 – 4 (0 – 1)                          | HHC Hardenberg * | Stadion: Sportpark Ter Specke, Lisse Toeschouwers: 400 Scheidsrechter: De Brito Roque |
| 22 september 2015 20:00 uur |          | 31', 87' Hooiveld 60' Werkman 78' Ties |                  | Stadion: Sportpark Ter Specke, Lisse Toeschouwers: 400 Scheidsrechter: De Brito Roque |
| 22 september 2015 20:00 uur |          |                                        |                  | Stadion: Sportpark Ter Specke, Lisse Toeschouwers: 400 Scheidsrechter: De Brito Roque |
| 22 september 2015 20:00 uur |          |                                        |                  | Stadion: Sportpark Ter Specke, Lisse Toeschouwers: 400 Scheidsrechter: De Brito Roque |
|                             |          |                                        |                  |                                                                                       |

|                             |      |                              |             |                                                                                         |
| 22 september 2015 20:00 uur | DOVO | 0 – 3 (0 – 1)                | Willem II * | Stadion: Sportpark Panhuis, Veenendaal Toeschouwers: 2.200 Scheidsrechter: Van de Graaf |
| 22 september 2015 20:00 uur |      | 26', 72' Haemhouts 88' De Sa |             | Stadion: Sportpark Panhuis, Veenendaal Toeschouwers: 2.200 Scheidsrechter: Van de Graaf |
| 22 september 2015 20:00 uur |      |                              |             | Stadion: Sportpark Panhuis, Veenendaal Toeschouwers: 2.200 Scheidsrechter: Van de Graaf |
| 22 september 2015 20:00 uur |      |                              |             | Stadion: Sportpark Panhuis, Veenendaal Toeschouwers: 2.200 Scheidsrechter: Van de Graaf |
|                             |      |                              |             |                                                                                         |

|                             |                                                       |               |                         |                                                                                 |
| 22 september 2015 20:45 uur | PSV *                                                 | 3 – 2 (2 – 0) | SC Cambuur              | Stadion: Philips Stadion, Eindhoven Toeschouwers: 14.500 Scheidsrechter: Higler |
| 22 september 2015 20:45 uur | Locadia 16' Heerings 43' (e.d.) L. de Jong 78' (pen.) |               | 66', 69' (pen.) Ogbeche | Stadion: Philips Stadion, Eindhoven Toeschouwers: 14.500 Scheidsrechter: Higler |
| 22 september 2015 20:45 uur |                                                       |               |                         | Stadion: Philips Stadion, Eindhoven Toeschouwers: 14.500 Scheidsrechter: Higler |
| 22 september 2015 20:45 uur |                                                       |               |                         | Stadion: Philips Stadion, Eindhoven Toeschouwers: 14.500 Scheidsrechter: Higler |
|                             |                                                       |               |                         |                                                                                 |

|                             |                                             |               |                     |                                                                                     |
| 23 september 2015 16:00 uur | Koninklijke HFC *                           | 3 – 2 (0 – 1) | FC Eindhoven        | Stadion: Spanjaardslaan Complex, Haarlem Toeschouwers: 950 Scheidsrechter: Van Herk |
| 23 september 2015 16:00 uur | Tamerus 52' El Yaakoubi 60' Van den Ban 63' |               | 36' Massop 76' Vink | Stadion: Spanjaardslaan Complex, Haarlem Toeschouwers: 950 Scheidsrechter: Van Herk |
| 23 september 2015 16:00 uur |                                             |               |                     | Stadion: Spanjaardslaan Complex, Haarlem Toeschouwers: 950 Scheidsrechter: Van Herk |
| 23 september 2015 16:00 uur |                                             |               |                     | Stadion: Spanjaardslaan Complex, Haarlem Toeschouwers: 950 Scheidsrechter: Van Herk |
|                             |                                             |               |                     |                                                                                     |

|                             |                                         |                                     |                                          |                                                                                       |
| 23 september 2015 17:00 uur | HSC '21                                 | 2 – 2 (2 – 2) (0 – 0) (9 – 10 pen.) | Go Ahead Eagles *                        | Stadion: Groot Scholtenhagen, Haaksbergen Toeschouwers: 1.628 Scheidsrechter: Kuipers |
| 23 september 2015 17:00 uur | Ter Hogt 52' Grondman 66' Uguz 64', 81' |                                     | 28', 45+1' Wolters 62' David 78' Teijsse | Stadion: Groot Scholtenhagen, Haaksbergen Toeschouwers: 1.628 Scheidsrechter: Kuipers |
| 23 september 2015 17:00 uur |                                         |                                     |                                          | Stadion: Groot Scholtenhagen, Haaksbergen Toeschouwers: 1.628 Scheidsrechter: Kuipers |
| 23 september 2015 17:00 uur |                                         |                                     |                                          | Stadion: Groot Scholtenhagen, Haaksbergen Toeschouwers: 1.628 Scheidsrechter: Kuipers |
|                             |                                         |                                     |                                          |                                                                                       |

|                             |                                       |               |                     |                                                                                              |
| 23 september 2015 17:00 uur | HBS *                                 | 4 – 1 (2 – 1) | TOP Oss             | Stadion: Sportpark Craeyenhout, Den Haag Toeschouwers: 1.100 Scheidsrechter: Van den Kerkhof |
| 23 september 2015 17:00 uur | De Geer 14', 49' Westdijk 28' Six 79' |               | 25' Bakx 82' Jansen | Stadion: Sportpark Craeyenhout, Den Haag Toeschouwers: 1.100 Scheidsrechter: Van den Kerkhof |
| 23 september 2015 17:00 uur |                                       |               |                     | Stadion: Sportpark Craeyenhout, Den Haag Toeschouwers: 1.100 Scheidsrechter: Van den Kerkhof |
| 23 september 2015 17:00 uur |                                       |               |                     | Stadion: Sportpark Craeyenhout, Den Haag Toeschouwers: 1.100 Scheidsrechter: Van den Kerkhof |
|                             |                                       |               |                     |                                                                                              |

|                             |                                      |                                         |                                    |                                                                                      |
| 23 september 2015 17:00 uur | Rijnsburgse Boys                     | 3 – 3 n.v. (2 – 2) (1 – 0) (5 – 6 pen.) | VVSB *                             | Stadion: Sportpark Middelmors, Rijnsburg Toeschouwers: 1.200 Scheidsrechter: Gerrets |
| 23 september 2015 17:00 uur | Wijks 10' Hessing 90+2' Ignacio 110' |                                         | 52', 67' Van Niel 98' Van der Slot | Stadion: Sportpark Middelmors, Rijnsburg Toeschouwers: 1.200 Scheidsrechter: Gerrets |
| 23 september 2015 17:00 uur |                                      |                                         |                                    | Stadion: Sportpark Middelmors, Rijnsburg Toeschouwers: 1.200 Scheidsrechter: Gerrets |
| 23 september 2015 17:00 uur |                                      |                                         |                                    | Stadion: Sportpark Middelmors, Rijnsburg Toeschouwers: 1.200 Scheidsrechter: Gerrets |
|                             |                                      |                                         |                                    |                                                                                      |

|                             |                        |               |               |                                                                        |
| 23 september 2015 18:30 uur | FC Groningen *         | 2 – 1 (0 – 1) | FC Twente     | Stadion: Euroborg, Groningen Toeschouwers: 13.605 Scheidsrechter: Blom |
| 23 september 2015 18:30 uur | Linssen 53' Maduro 60' |               | 21' Ter Avest | Stadion: Euroborg, Groningen Toeschouwers: 13.605 Scheidsrechter: Blom |
| 23 september 2015 18:30 uur |                        |               |               | Stadion: Euroborg, Groningen Toeschouwers: 13.605 Scheidsrechter: Blom |
| 23 september 2015 18:30 uur |                        |               |               | Stadion: Euroborg, Groningen Toeschouwers: 13.605 Scheidsrechter: Blom |
|                             |                        |               |               |                                                                        |

|                             |                                                                          |               |                          |                                                                             |
| 23 september 2015 20:00 uur | AZ *                                                                     | 6 – 1 (2 – 0) | VVV-Venlo                | Stadion: AFAS Stadion, Alkmaar Toeschouwers: 7.188 Scheidsrechter: Liesveld |
| 23 september 2015 20:00 uur | Van der Linden 8' (pen.) Tankovic 37', 82' Mühren 70' Henriksen 78', 80' |               | 7' Haagen 69' Van Crooij | Stadion: AFAS Stadion, Alkmaar Toeschouwers: 7.188 Scheidsrechter: Liesveld |
| 23 september 2015 20:00 uur |                                                                          |               |                          | Stadion: AFAS Stadion, Alkmaar Toeschouwers: 7.188 Scheidsrechter: Liesveld |
| 23 september 2015 20:00 uur |                                                                          |               |                          | Stadion: AFAS Stadion, Alkmaar Toeschouwers: 7.188 Scheidsrechter: Liesveld |
|                             |                                                                          |               |                          |                                                                             |

|                             |                                                                      |                                                               |                                                              |                                                                               |
| 23 september 2015 20:00 uur | Heracles Almelo *                                                    | 4 – 1 n.v. (1 – 1) (0 – 1) (82' tijdelijk gestaakt ± 10 min.) | Vitesse                                                      | Stadion: Polman Stadion, Almelo Toeschouwers: 10.587 Scheidsrechter: Makkelie |
| 23 september 2015 20:00 uur | Gosens 90+4' Tannane 87' (pen.) 94' (pen.) Gladon 104' Weghorst 114' |                                                               | 17' Oliynyk 10', 64' Ibarra 54', 81' Nakamba 65', 87' Kasjia | Stadion: Polman Stadion, Almelo Toeschouwers: 10.587 Scheidsrechter: Makkelie |
| 23 september 2015 20:00 uur |                                                                      |                                                               |                                                              | Stadion: Polman Stadion, Almelo Toeschouwers: 10.587 Scheidsrechter: Makkelie |
| 23 september 2015 20:00 uur |                                                                      |                                                               |                                                              | Stadion: Polman Stadion, Almelo Toeschouwers: 10.587 Scheidsrechter: Makkelie |
|                             |                                                                      |                                                               |                                                              |                                                                               |

|                             |                 |                            |                                        |                                                                                      |
| 23 september 2015 20:00 uur | Fortuna Sittard | 1 – 3 n.v. (1 – 1) (1 – 1) | Achilles '29 *                         | Stadion: Fortuna Sittard Stadion, Sittard Toeschouwers: 1.130 Scheidsrechter: Higler |
| 23 september 2015 20:00 uur | Hutten 39'      |                            | 10' Penterman 94' Sürmeli 108' Boogers | Stadion: Fortuna Sittard Stadion, Sittard Toeschouwers: 1.130 Scheidsrechter: Higler |
| 23 september 2015 20:00 uur |                 |                            |                                        | Stadion: Fortuna Sittard Stadion, Sittard Toeschouwers: 1.130 Scheidsrechter: Higler |
| 23 september 2015 20:00 uur |                 |                            |                                        | Stadion: Fortuna Sittard Stadion, Sittard Toeschouwers: 1.130 Scheidsrechter: Higler |
|                             |                 |                            |                                        |                                                                                      |

|                             |                                                        |                                         |                                |                                                                                |
| 23 september 2015 20:00 uur | Berkum *                                               | 4 – 4 n.v. (2 – 2) (1 – 0) (5 – 3 pen.) | JVC Cuijk                      | Stadion: Sportpark De Vegtlust, Berkum Toeschouwers: 400 Scheidsrechter: Kooij |
| 23 september 2015 20:00 uur | Wellenberg 38' Bacuna 65' Kok 101' Van der Meulen 115' |                                         | 53', 112', 118' Zaimi 85' Eind | Stadion: Sportpark De Vegtlust, Berkum Toeschouwers: 400 Scheidsrechter: Kooij |
| 23 september 2015 20:00 uur |                                                        |                                         |                                | Stadion: Sportpark De Vegtlust, Berkum Toeschouwers: 400 Scheidsrechter: Kooij |
| 23 september 2015 20:00 uur |                                                        |                                         |                                | Stadion: Sportpark De Vegtlust, Berkum Toeschouwers: 400 Scheidsrechter: Kooij |
|                             |                                                        |                                         |                                |                                                                                |

|                             |             |                                                 |             |                                                                                          |
| 23 september 2015 20:00 uur | Barendrecht | 0 – 2 (0 – 1)                                   | Excelsior * | Stadion: Sportpark de Bongerd, Barendrecht Toeschouwers: 1.000 Scheidsrechter: Gözübüyük |
| 23 september 2015 20:00 uur |             | 3' Van Weert 28' (pen.) Stans 90+1' Van Mieghem |             | Stadion: Sportpark de Bongerd, Barendrecht Toeschouwers: 1.000 Scheidsrechter: Gözübüyük |
| 23 september 2015 20:00 uur |             |                                                 |             | Stadion: Sportpark de Bongerd, Barendrecht Toeschouwers: 1.000 Scheidsrechter: Gözübüyük |
| 23 september 2015 20:00 uur |             |                                                 |             | Stadion: Sportpark de Bongerd, Barendrecht Toeschouwers: 1.000 Scheidsrechter: Gözübüyük |
|                             |             |                                                 |             |                                                                                          |

|                             |                                                   |                            |                                                   |                                                                                |
| 23 september 2015 20:00 uur | WKE '16                                           | 2 – 5 n.v. (2 – 2) (1 – 1) | FC Den Bosch *                                    | Stadion: Sportpark Grote Geert, Emmen Toeschouwers: 450 Scheidsrechter: Mulder |
| 23 september 2015 20:00 uur | Albertus 36', 66' Sanafikhah 77' Eleveld 75', 84' |                            | 11', 65', 100' Thomassen 104' Havar 105' Boddaert | Stadion: Sportpark Grote Geert, Emmen Toeschouwers: 450 Scheidsrechter: Mulder |
| 23 september 2015 20:00 uur |                                                   |                            |                                                   | Stadion: Sportpark Grote Geert, Emmen Toeschouwers: 450 Scheidsrechter: Mulder |
| 23 september 2015 20:00 uur |                                                   |                            |                                                   | Stadion: Sportpark Grote Geert, Emmen Toeschouwers: 450 Scheidsrechter: Mulder |
|                             |                                                   |                            |                                                   |                                                                                |

|                             |             |                                  |                    |                                                                                |
| 23 september 2015 20:00 uur | De Treffers | 0 – 3 (0 – 1)                    | Roda JC Kerkrade * | Stadion: Sportpark Zuid, Groesbeek Toeschouwers: 1.000 Scheidsrechter: Janssen |
| 23 september 2015 20:00 uur |             | 40' Faik 55' Jurić 79' Van Hyfte |                    | Stadion: Sportpark Zuid, Groesbeek Toeschouwers: 1.000 Scheidsrechter: Janssen |
| 23 september 2015 20:00 uur |             |                                  |                    | Stadion: Sportpark Zuid, Groesbeek Toeschouwers: 1.000 Scheidsrechter: Janssen |
| 23 september 2015 20:00 uur |             |                                  |                    | Stadion: Sportpark Zuid, Groesbeek Toeschouwers: 1.000 Scheidsrechter: Janssen |
|                             |             |                                  |                    |                                                                                |

|                             |                          |               |               |                                                                                   |
| 23 september 2015 20:45 uur | Ajax *                   | 2 – 0 (1 – 0) | De Graafschap | Stadion: Amsterdam ArenA, Amsterdam Toeschouwers: 24.738 Scheidsrechter: Kamphuis |
| 23 september 2015 20:45 uur | Fischer 41' Heitinga 85' |               |               | Stadion: Amsterdam ArenA, Amsterdam Toeschouwers: 24.738 Scheidsrechter: Kamphuis |
| 23 september 2015 20:45 uur |                          |               |               | Stadion: Amsterdam ArenA, Amsterdam Toeschouwers: 24.738 Scheidsrechter: Kamphuis |
| 23 september 2015 20:45 uur |                          |               |               | Stadion: Amsterdam ArenA, Amsterdam Toeschouwers: 24.738 Scheidsrechter: Kamphuis |
|                             |                          |               |               |                                                                                   |

|                             |              |               |                                |                                                                                    |
| 24 september 2015 18:30 uur | RKC Waalwijk | 1 – 2 (1 – 1) | Helmond Sport *                | Stadion: Mandemakers Stadion, Waalwijk Toeschouwers: 1.200 Scheidsrechter: Martens |
| 24 september 2015 18:30 uur | Cicilia 37'  |               | 45' De Reuver 83' Van de Sande | Stadion: Mandemakers Stadion, Waalwijk Toeschouwers: 1.200 Scheidsrechter: Martens |
| 24 september 2015 18:30 uur |              |               |                                | Stadion: Mandemakers Stadion, Waalwijk Toeschouwers: 1.200 Scheidsrechter: Martens |
| 24 september 2015 18:30 uur |              |               |                                | Stadion: Mandemakers Stadion, Waalwijk Toeschouwers: 1.200 Scheidsrechter: Martens |
|                             |              |               |                                |                                                                                    |

|                             |                                    |               |            |                                                                          |
| 24 september 2015 20:45 uur | Feyenoord *                        | 3 – 0 (1 – 0) | PEC Zwolle | Stadion: De Kuip, Rotterdam Toeschouwers: 47.500 Scheidsrechter: Nijhuis |
| 24 september 2015 20:45 uur | Marcellis 19' (e.d.) Kuyt 60', 69' |               |            | Stadion: De Kuip, Rotterdam Toeschouwers: 47.500 Scheidsrechter: Nijhuis |
| 24 september 2015 20:45 uur |                                    |               |            | Stadion: De Kuip, Rotterdam Toeschouwers: 47.500 Scheidsrechter: Nijhuis |
| 24 september 2015 20:45 uur |                                    |               |            | Stadion: De Kuip, Rotterdam Toeschouwers: 47.500 Scheidsrechter: Nijhuis |
|                             |                                    |               |            |                                                                          |

#### Derde ronde
De 32 winnaars van de tweede ronde kwamen tegen elkaar uit. De clubs die op 24 september nog op Europees niveau actief waren, kwamen niet tegen elkaar uit.
De loting werd verricht door Roy Makaay.
|                       |                                                               |               |               |                                                                                          |
| 27 oktober 2015 18:30 | PSV *                                                         | 6 – 0 (1 – 0) | SC Genemuiden | Stadion: Philips Stadion, Eindhoven Toeschouwers: 31.000 Scheidsrechter: Allard Lindhout |
| 27 oktober 2015 18:30 | L. de Jong 8' Pereiro 61', 63', 86' D. Pröpper 65' Moreno 68' |               |               | Stadion: Philips Stadion, Eindhoven Toeschouwers: 31.000 Scheidsrechter: Allard Lindhout |
| 27 oktober 2015 18:30 |                                                               |               |               | Stadion: Philips Stadion, Eindhoven Toeschouwers: 31.000 Scheidsrechter: Allard Lindhout |
| 27 oktober 2015 18:30 |                                                               |               |               | Stadion: Philips Stadion, Eindhoven Toeschouwers: 31.000 Scheidsrechter: Allard Lindhout |
|                       |                                                               |               |               |                                                                                          |

|                       |        |                                  |                  |                                                                                     |
| 27 oktober 2015 20:00 | Berkum | 0 – 3 (0 – 2)                    | HHC Hardenberg * | Stadion: Sportpark de Vegtlust, Berkum Toeschouwers: 600 Scheidsrechter: Ed Janssen |
| 27 oktober 2015 20:00 |        | 29', 52' Van der Leij 43' Krohne |                  | Stadion: Sportpark de Vegtlust, Berkum Toeschouwers: 600 Scheidsrechter: Ed Janssen |
| 27 oktober 2015 20:00 |        |                                  |                  | Stadion: Sportpark de Vegtlust, Berkum Toeschouwers: 600 Scheidsrechter: Ed Janssen |
| 27 oktober 2015 20:00 |        |                                  |                  | Stadion: Sportpark de Vegtlust, Berkum Toeschouwers: 600 Scheidsrechter: Ed Janssen |
|                       |        |                                  |                  |                                                                                     |

|                       |              |                |              |                                                                                                   |
| 27 oktober 2015 20:00 | FC Dordrecht | 0 – 1 n.v.     | vv Capelle * | Stadion: Riwal Hoogwerkers Stadion, Dordrecht Toeschouwers: 2.243 Scheidsrechter: Jeroen Manschot |
| 27 oktober 2015 20:00 |              | 112' Pattinama |              | Stadion: Riwal Hoogwerkers Stadion, Dordrecht Toeschouwers: 2.243 Scheidsrechter: Jeroen Manschot |
| 27 oktober 2015 20:00 |              |                |              | Stadion: Riwal Hoogwerkers Stadion, Dordrecht Toeschouwers: 2.243 Scheidsrechter: Jeroen Manschot |
| 27 oktober 2015 20:00 |              |                |              | Stadion: Riwal Hoogwerkers Stadion, Dordrecht Toeschouwers: 2.243 Scheidsrechter: Jeroen Manschot |
|                       |              |                |              |                                                                                                   |

|                       |                 |                   |             |                                                                                     |
| 27 oktober 2015 20:00 | Go Ahead Eagles | 0 – 2 (0 – 0)     | Willem II * | Stadion: De Adelaarshorst, Deventer Toeschouwers: 1.278 Scheidsrechter: Bas Nijhuis |
| 27 oktober 2015 20:00 |                 | 66', 72' Živković |             | Stadion: De Adelaarshorst, Deventer Toeschouwers: 1.278 Scheidsrechter: Bas Nijhuis |
| 27 oktober 2015 20:00 |                 |                   |             | Stadion: De Adelaarshorst, Deventer Toeschouwers: 1.278 Scheidsrechter: Bas Nijhuis |
| 27 oktober 2015 20:00 |                 |                   |             | Stadion: De Adelaarshorst, Deventer Toeschouwers: 1.278 Scheidsrechter: Bas Nijhuis |
|                       |                 |                   |             |                                                                                     |

|                       |                             |               |                       |                                                                                              |
| 27 oktober 2015 20:00 | Achilles '29 *              | 2 – 1 (1 – 0) | Spakenburg            | Stadion: Sportpark De Heikant, Groesbeek Toeschouwers: 1.913 Scheidsrechter: Jochem Kamphuis |
| 27 oktober 2015 20:00 | Dingil 16' Van Straaten 68' |               | 90' Van den Meiracker | Stadion: Sportpark De Heikant, Groesbeek Toeschouwers: 1.913 Scheidsrechter: Jochem Kamphuis |
| 27 oktober 2015 20:00 |                             |               |                       | Stadion: Sportpark De Heikant, Groesbeek Toeschouwers: 1.913 Scheidsrechter: Jochem Kamphuis |
| 27 oktober 2015 20:00 |                             |               |                       | Stadion: Sportpark De Heikant, Groesbeek Toeschouwers: 1.913 Scheidsrechter: Jochem Kamphuis |
|                       |                             |               |                       |                                                                                              |

|                       |                                         |               |                 |                                                                                    |
| 27 oktober 2015 20:00 | Heracles Almelo *                       | 3 – 1 (1 – 1) | Koninklijke HFC | Stadion: Polman Stadion, Almelo Toeschouwers: 8.011 Scheidsrechter: Edwin de Graaf |
| 27 oktober 2015 20:00 | Gladon 18' Breukers 61' Bel Hassani 83' |               | 26' Den Hartigh | Stadion: Polman Stadion, Almelo Toeschouwers: 8.011 Scheidsrechter: Edwin de Graaf |
| 27 oktober 2015 20:00 |                                         |               |                 | Stadion: Polman Stadion, Almelo Toeschouwers: 8.011 Scheidsrechter: Edwin de Graaf |
| 27 oktober 2015 20:00 |                                         |               |                 | Stadion: Polman Stadion, Almelo Toeschouwers: 8.011 Scheidsrechter: Edwin de Graaf |
|                       |                                         |               |                 |                                                                                    |

| |                                      |               |            |                                                                                             |
| 27 oktober 2015 20:00                                                                                | VVSB *                               | 3 – 1 (1 – 0) | FC Emmen   | Stadion: Sportpark Nieuw Zuid **, Katwijk Toeschouwers: 1.250 Scheidsrechter: Siemen Mulder |
| 27 oktober 2015 20:00                                                                                | Ruigrok 13' Van Niel 59' Bekooij 87' |               | 63' Mannes | Stadion: Sportpark Nieuw Zuid **, Katwijk Toeschouwers: 1.250 Scheidsrechter: Siemen Mulder |
| 27 oktober 2015 20:00                                                                                |                                      |               |            | Stadion: Sportpark Nieuw Zuid **, Katwijk Toeschouwers: 1.250 Scheidsrechter: Siemen Mulder |
| 27 oktober 2015 20:00                                                                                |                                      |               |            | Stadion: Sportpark Nieuw Zuid **, Katwijk Toeschouwers: 1.250 Scheidsrechter: Siemen Mulder |
| Bijz.: ** VVSB week uit naar Katwijk omdat hun eigen sportpark niet over kunstverlichting beschikte. |                                      |               |            |                                                                                             |

|                       |                |                                     |                |                                                                                    |
| 27 oktober 2015 20:00 | Almere City FC | 0 – 3 (0 – 1)                       | FC Den Bosch * | Stadion: Yanmar Stadion, Almere Toeschouwers: 1.276 Scheidsrechter: Christiaan Bax |
| 27 oktober 2015 20:00 |                | 6' Zeldenrust 54' Pozder 90' Esajas |                | Stadion: Yanmar Stadion, Almere Toeschouwers: 1.276 Scheidsrechter: Christiaan Bax |
| 27 oktober 2015 20:00 |                |                                     |                | Stadion: Yanmar Stadion, Almere Toeschouwers: 1.276 Scheidsrechter: Christiaan Bax |
| 27 oktober 2015 20:00 |                |                                     |                | Stadion: Yanmar Stadion, Almere Toeschouwers: 1.276 Scheidsrechter: Christiaan Bax |
|                       |                |                                     |                |                                                                                    |

| |             |               |                  |                                                                                                   |
| 28 oktober 2015 18:30 | HBS **      | 1 – 2 (1 – 2) | Kozakken Boys *  | Stadion: Sportpark Craeyenhout, Den Haag Toeschouwers: 800 Scheidsrechter: Martin van den Kerkhof |
| 28 oktober 2015 18:30 | Westdijk 5' |               | 16' Bot 36' Grot | Stadion: Sportpark Craeyenhout, Den Haag Toeschouwers: 800 Scheidsrechter: Martin van den Kerkhof |
| 28 oktober 2015 18:30 |             |               |                  | Stadion: Sportpark Craeyenhout, Den Haag Toeschouwers: 800 Scheidsrechter: Martin van den Kerkhof |
| 28 oktober 2015 18:30 |             |               |                  | Stadion: Sportpark Craeyenhout, Den Haag Toeschouwers: 800 Scheidsrechter: Martin van den Kerkhof |
| Bijz.: ** Kozakken Boys was uit het toernooi gezet, omdat er in eerste instantie een speler ontbrak op het wedstrijdformulier. Kozakken Boys spande hiertegen een kort geding aan en werd in het gelijk gesteld door de rechter. Hierdoor bekerde het toch door. |             |               |                  |                                                                                                   |

|                       |                      |               |      |                                                                                 |
| 28 oktober 2015 19:45 | Feyenoord *          | 1 – 0 (0 – 0) | Ajax | Stadion: De Kuip, Rotterdam Toeschouwers: 47.500 Scheidsrechter: Pol van Boekel |
| 28 oktober 2015 19:45 | Veltman 90+5' (e.d.) |               |      | Stadion: De Kuip, Rotterdam Toeschouwers: 47.500 Scheidsrechter: Pol van Boekel |
| 28 oktober 2015 19:45 |                      |               |      | Stadion: De Kuip, Rotterdam Toeschouwers: 47.500 Scheidsrechter: Pol van Boekel |
| 28 oktober 2015 19:45 |                      |               |      | Stadion: De Kuip, Rotterdam Toeschouwers: 47.500 Scheidsrechter: Pol van Boekel |
|                       |                      |               |      |                                                                                 |

|                       |                                                |               |                        |                                                                                           |
| 28 oktober 2015 20:00 | Excelsior '31 *                                | 4 – 3 (2 – 2) | Excelsior              | Stadion: Sportpark De Koerbelt, Rijssen Toeschouwers: 1.750 Scheidsrechter: Björn Kuipers |
| 28 oktober 2015 20:00 | Köse 24' Gerritsen 30' Davina 60' Ezafzafi 88' |               | 7', 10', 64' Van Weert | Stadion: Sportpark De Koerbelt, Rijssen Toeschouwers: 1.750 Scheidsrechter: Björn Kuipers |
| 28 oktober 2015 20:00 |                                                |               |                        | Stadion: Sportpark De Koerbelt, Rijssen Toeschouwers: 1.750 Scheidsrechter: Björn Kuipers |
| 28 oktober 2015 20:00 |                                                |               |                        | Stadion: Sportpark De Koerbelt, Rijssen Toeschouwers: 1.750 Scheidsrechter: Björn Kuipers |
|                       |                                                |               |                        |                                                                                           |

|                       |              |                                         |                    |                                                                                                  |
| 28 oktober 2015 20:00 | FC Lienden   | 1 – 1 n.v. (1 – 1) (0 – 0) (5 – 6 pen.) | Roda JC Kerkrade * | Stadion: Sportpark de Abdijhof, Lienden Toeschouwers: 2.400 Scheidsrechter: Karel van den Heuvel |
| 28 oktober 2015 20:00 | Broekhof 81' |                                         | 84' Van Hyfte      | Stadion: Sportpark de Abdijhof, Lienden Toeschouwers: 2.400 Scheidsrechter: Karel van den Heuvel |
| 28 oktober 2015 20:00 |              |                                         |                    | Stadion: Sportpark de Abdijhof, Lienden Toeschouwers: 2.400 Scheidsrechter: Karel van den Heuvel |
| 28 oktober 2015 20:00 |              |                                         |                    | Stadion: Sportpark de Abdijhof, Lienden Toeschouwers: 2.400 Scheidsrechter: Karel van den Heuvel |
|                       |              |                                         |                    |                                                                                                  |

|                       |                                                               |                            |                                    |                                                                                             |
| 28 oktober 2015 20:45 | FC Utrecht *                                                  | 5 – 3 n.v. (3 – 3) (1 – 1) | FC Groningen                       | Stadion: Stadion Galgenwaard, Utrecht Toeschouwers: 14.503 Scheidsrechter: Richard Liesveld |
| 28 oktober 2015 20:45 | Ramselaar 1' Diemers 55' Ayoub 80' Barazite 97' Peterson 100' |                            | 34' De Leeuw 47' Linssen 82' Drost | Stadion: Stadion Galgenwaard, Utrecht Toeschouwers: 14.503 Scheidsrechter: Richard Liesveld |
| 28 oktober 2015 20:45 |                                                               |                            |                                    | Stadion: Stadion Galgenwaard, Utrecht Toeschouwers: 14.503 Scheidsrechter: Richard Liesveld |
| 28 oktober 2015 20:45 |                                                               |                            |                                    | Stadion: Stadion Galgenwaard, Utrecht Toeschouwers: 14.503 Scheidsrechter: Richard Liesveld |
|                       |                                                               |                            |                                    |                                                                                             |

|                       |                                       |               |                  |                                                                                      |
| 29 oktober 2015 18:30 | N.E.C. *                              | 4 – 0 (2 – 0) | Sparta Rotterdam | Stadion: Goffertstadion, Nijmegen Toeschouwers: 6.003 Scheidsrechter: Eric Braamhaar |
| 29 oktober 2015 18:30 | Breinburg 4', 22' Foor 54' Santos 89' |               |                  | Stadion: Goffertstadion, Nijmegen Toeschouwers: 6.003 Scheidsrechter: Eric Braamhaar |
| 29 oktober 2015 18:30 |                                       |               |                  | Stadion: Goffertstadion, Nijmegen Toeschouwers: 6.003 Scheidsrechter: Eric Braamhaar |
| 29 oktober 2015 18:30 |                                       |               |                  | Stadion: Goffertstadion, Nijmegen Toeschouwers: 6.003 Scheidsrechter: Eric Braamhaar |
|                       |                                       |               |                  |                                                                                      |

|                       |                 |               |               |                                                                                             |
| 29 oktober 2015 20:00 | sc Heerenveen * | 1 – 0 (1 – 0) | Helmond Sport | Stadion: Abe Lenstra Stadion, Heerenveen Toeschouwers: 11.515 Scheidsrechter: Siemen Mulder |
| 29 oktober 2015 20:00 | Veerman 45'     |               |               | Stadion: Abe Lenstra Stadion, Heerenveen Toeschouwers: 11.515 Scheidsrechter: Siemen Mulder |
| 29 oktober 2015 20:00 |                 |               |               | Stadion: Abe Lenstra Stadion, Heerenveen Toeschouwers: 11.515 Scheidsrechter: Siemen Mulder |
| 29 oktober 2015 20:00 |                 |               |               | Stadion: Abe Lenstra Stadion, Heerenveen Toeschouwers: 11.515 Scheidsrechter: Siemen Mulder |
|                       |                 |               |               |                                                                                             |

|                       |         |                 |      |                                                                                    |
| 29 oktober 2015 20:45 | Telstar | 0 – 1 (0 – 0)   | AZ * | Stadion: Telstar Stadion, Velsen Toeschouwers: 3.200 Scheidsrechter: Dennis Higler |
| 29 oktober 2015 20:45 |         | 68' Van Overeem |      | Stadion: Telstar Stadion, Velsen Toeschouwers: 3.200 Scheidsrechter: Dennis Higler |
| 29 oktober 2015 20:45 |         |                 |      | Stadion: Telstar Stadion, Velsen Toeschouwers: 3.200 Scheidsrechter: Dennis Higler |
| 29 oktober 2015 20:45 |         |                 |      | Stadion: Telstar Stadion, Velsen Toeschouwers: 3.200 Scheidsrechter: Dennis Higler |
|                       |         |                 |      |                                                                                    |

#### Achtste finales
De zestien winnaars van de derde ronde kwamen tegen elkaar uit. De wedstrijden werden gespeeld op 15, 16 en 17 december 2015. De loting werd verricht door Barry van Galen.
Voor het eerst sinds de invoering van het betaaldvoetbal bereikten vijf amateurclubs de achtste finales van de KNVB Beker. De vorige recorddeelname werd in het het seizoen 2010/11 gevestigd toen vier amateurcubs deze fase bereikten. Vanaf deze ronde was er geen beschermde status meer voor clubs die dit seizoen in Europees verband uitkwamen.
|                        |                         |               |        |                                                                                    |
| 15 december 2015 18:30 | HHC Hardenberg *        | 2 – 0 (0 – 0) | N.E.C. | Stadion: De Boshoek, Hardenberg Toeschouwers: 3.000 Scheidsrechter: Danny Makkelie |
| 15 december 2015 18:30 | Kobussen 48' Krohne 78' |               |        | Stadion: De Boshoek, Hardenberg Toeschouwers: 3.000 Scheidsrechter: Danny Makkelie |
| 15 december 2015 18:30 |                         |               |        | Stadion: De Boshoek, Hardenberg Toeschouwers: 3.000 Scheidsrechter: Danny Makkelie |
| 15 december 2015 18:30 |                         |               |        | Stadion: De Boshoek, Hardenberg Toeschouwers: 3.000 Scheidsrechter: Danny Makkelie |
|                        |                         |               |        |                                                                                    |

|                        |                |               |                                                             | |
| 15 december 2015 20:00 | Excelsior '31  | 1 – 3 (1 – 1) | FC Den Bosch *                                              | Stadion: Sportpark De Koerbelt, Rijssen Toeschouwers: 1.500 Scheidsrechter: Martin van den Kerkhof |
| 15 december 2015 20:00 | Vosskühler 37' |               | 10' Slivka 16' Heemskerk 59' (pen.) Zeldenrust 76' Boddaert | Stadion: Sportpark De Koerbelt, Rijssen Toeschouwers: 1.500 Scheidsrechter: Martin van den Kerkhof |
| 15 december 2015 20:00 |                |               |                                                             | Stadion: Sportpark De Koerbelt, Rijssen Toeschouwers: 1.500 Scheidsrechter: Martin van den Kerkhof |
| 15 december 2015 20:00 |                |               |                                                             | Stadion: Sportpark De Koerbelt, Rijssen Toeschouwers: 1.500 Scheidsrechter: Martin van den Kerkhof |
|                        |                |               |                                                             | |

|                        |                                  |               |                                        |                                                                                            |
| 15 december 2015 20:45 | Roda JC Kerkrade *               | 3 – 1 (2 – 0) | sc Heerenveen                          | Stadion: Parkstad Limburg Stadion, Kerkrade Toeschouwers: 7.258 Scheidsrechter: Kevin Blom |
| 15 december 2015 20:45 | Jurić 18', 26' (pen.) Ngombo 89' |               | 25' Van den Berg 66' (e.d.) van Peppen | Stadion: Parkstad Limburg Stadion, Kerkrade Toeschouwers: 7.258 Scheidsrechter: Kevin Blom |
| 15 december 2015 20:45 |                                  |               |                                        | Stadion: Parkstad Limburg Stadion, Kerkrade Toeschouwers: 7.258 Scheidsrechter: Kevin Blom |
| 15 december 2015 20:45 |                                  |               |                                        | Stadion: Parkstad Limburg Stadion, Kerkrade Toeschouwers: 7.258 Scheidsrechter: Kevin Blom |
|                        |                                  |               |                                        |                                                                                            |

|                        |              |                                             |              |                                                                                            |
| 16 december 2015 18:30 | Achilles '29 | 0 – 5 (0 – 2)                               | FC Utrecht * | Stadion: Sportpark De Heikant, Groesbeek Toeschouwers: 1.248 Scheidsrechter: Dennis Higler |
| 16 december 2015 18:30 |              | 5', 48', 50' Haller 8' Barazite 64' Joosten |              | Stadion: Sportpark De Heikant, Groesbeek Toeschouwers: 1.248 Scheidsrechter: Dennis Higler |
| 16 december 2015 18:30 |              |                                             |              | Stadion: Sportpark De Heikant, Groesbeek Toeschouwers: 1.248 Scheidsrechter: Dennis Higler |
| 16 december 2015 18:30 |              |                                             |              | Stadion: Sportpark De Heikant, Groesbeek Toeschouwers: 1.248 Scheidsrechter: Dennis Higler |
|                        |              |                                             |              |                                                                                            |

|                        |                             |               |                                              |                                                                                            |
| 16 december 2015 19:45 | Kozakken Boys               | 1 – 3 (0 – 1) | AZ *                                         | Stadion: Sportpark de Zwaaier, Werkendam Toeschouwers: 4.400 Scheidsrechter: Siemen Mulder |
| 16 december 2015 19:45 | Hogedoorn 40' Jongeneel 72' |               | 41' (pen.), 83' (pen.) Gouweleeuw 88' Mühren | Stadion: Sportpark de Zwaaier, Werkendam Toeschouwers: 4.400 Scheidsrechter: Siemen Mulder |
| 16 december 2015 19:45 |                             |               |                                              | Stadion: Sportpark de Zwaaier, Werkendam Toeschouwers: 4.400 Scheidsrechter: Siemen Mulder |
| 16 december 2015 19:45 |                             |               |                                              | Stadion: Sportpark de Zwaaier, Werkendam Toeschouwers: 4.400 Scheidsrechter: Siemen Mulder |
|                        |                             |               |                                              |                                                                                            |

| |                              |               |                                  |                                                                                      |
| 16 december 2015 20:00                                                                                                 | Capelle                      | 2 – 3 (1 – 0) | VVSB *                           | Stadion: Woudestein **, Rotterdam Toeschouwers: 2.800 Scheidsrechter: Christiaan Bax |
| 16 december 2015 20:00                                                                                                 | Van der Sande 33' Balrak 89' |               | 47' Jozic 70' Parami 79' Serbony | Stadion: Woudestein **, Rotterdam Toeschouwers: 2.800 Scheidsrechter: Christiaan Bax |
| 16 december 2015 20:00                                                                                                 |                              |               |                                  | Stadion: Woudestein **, Rotterdam Toeschouwers: 2.800 Scheidsrechter: Christiaan Bax |
| 16 december 2015 20:00                                                                                                 |                              |               |                                  | Stadion: Woudestein **, Rotterdam Toeschouwers: 2.800 Scheidsrechter: Christiaan Bax |
| Bijz.: ** vv Capelle week uit naar het stadion van Excelsior omdat hun eigen hoofdveld niet over kunstlicht beschikte. |                              |               |                                  |                                                                                      |

|                        |                                    |               |                                                  |                                                                                   |
| 16 december 2015 20:45 | Heracles Almelo                    | 2 – 3 (1 – 1) | PSV *                                            | Stadion: Polman Stadion, Almelo Toeschouwers: 7.874 Scheidsrechter: Björn Kuipers |
| 16 december 2015 20:45 | Bel Hassani 18' Tannane 50' (pen.) |               | 36', 90+1' Locadia 48' Pasveer 69' (e.d.) Castro | Stadion: Polman Stadion, Almelo Toeschouwers: 7.874 Scheidsrechter: Björn Kuipers |
| 16 december 2015 20:45 |                                    |               |                                                  | Stadion: Polman Stadion, Almelo Toeschouwers: 7.874 Scheidsrechter: Björn Kuipers |
| 16 december 2015 20:45 |                                    |               |                                                  | Stadion: Polman Stadion, Almelo Toeschouwers: 7.874 Scheidsrechter: Björn Kuipers |
|                        |                                    |               |                                                  |                                                                                   |

|                        |                              |                            |                                   |                                                                                        |
| 17 december 2015 20:45 | Feyenoord *                  | 2 – 1 n.v. (1 – 1) (0 – 1) | Willem II                         | Stadion: Stadion Feijenoord, Rotterdam Toeschouwers: 47.500 Scheidsrechter: Ed Janssen |
| 17 december 2015 20:45 | Vilhena 88' Kuyt 119' (pen.) |                            | 25' Andersen 77', 117' D. Wuytens | Stadion: Stadion Feijenoord, Rotterdam Toeschouwers: 47.500 Scheidsrechter: Ed Janssen |
| 17 december 2015 20:45 |                              |                            |                                   | Stadion: Stadion Feijenoord, Rotterdam Toeschouwers: 47.500 Scheidsrechter: Ed Janssen |
| 17 december 2015 20:45 |                              |                            |                                   | Stadion: Stadion Feijenoord, Rotterdam Toeschouwers: 47.500 Scheidsrechter: Ed Janssen |
|                        |                              |                            |                                   |                                                                                        |

#### Kwartfinales
De acht winnaars van de achtste finales kwamen tegen elkaar uit. De wedstrijden werden gespeeld op 2, 3 en 4 februari 2016. De loting werd verricht door Ben Wijnstekers.
|                       |               |               |                |                                                                                   |
| 2 februari 2016 20:45 | AZ *          | 1 – 0 (1 – 0) | HHC Hardenberg | Stadion: AFAS Stadion, Alkmaar Toeschouwers: 7.623 Scheidsrechter: Pol van Boekel |
| 2 februari 2016 20:45 | V. Janssen 9' |               |                | Stadion: AFAS Stadion, Alkmaar Toeschouwers: 7.623 Scheidsrechter: Pol van Boekel |
| 2 februari 2016 20:45 |               |               |                | Stadion: AFAS Stadion, Alkmaar Toeschouwers: 7.623 Scheidsrechter: Pol van Boekel |
| 2 februari 2016 20:45 |               |               |                | Stadion: AFAS Stadion, Alkmaar Toeschouwers: 7.623 Scheidsrechter: Pol van Boekel |
|                       |               |               |                |                                                                                   |

|                       |                          |               |                                            |                                                                                           |
| 3 februari 2016 18:30 | FC Den Bosch             | 2 – 3 (2 – 0) | VVSB *                                     | Stadion: Stadion De Vliert, Den Bosch Toeschouwers: 5.266 Scheidsrechter: Jochem Kamphuis |
| 3 februari 2016 18:30 | Carlone 21' Khalouta 31' |               | 82' Bekooij 83' P. van der Slot 87' Parami | Stadion: Stadion De Vliert, Den Bosch Toeschouwers: 5.266 Scheidsrechter: Jochem Kamphuis |
| 3 februari 2016 18:30 |                          |               |                                            | Stadion: Stadion De Vliert, Den Bosch Toeschouwers: 5.266 Scheidsrechter: Jochem Kamphuis |
| 3 februari 2016 18:30 |                          |               |                                            | Stadion: Stadion De Vliert, Den Bosch Toeschouwers: 5.266 Scheidsrechter: Jochem Kamphuis |
|                       |                          |               |                                            |                                                                                           |

|                       |                  |                |             |                                                                                             |
| 3 februari 2016 20:45 | Roda JC Kerkrade | 0 – 1 n.v.     | Feyenoord * | Stadion: Parkstad Limburg Stadion, Kerkrade Toeschouwers: 12.595 Scheidsrechter: Ed Janssen |
| 3 februari 2016 20:45 |                  | 105' Botteghin |             | Stadion: Parkstad Limburg Stadion, Kerkrade Toeschouwers: 12.595 Scheidsrechter: Ed Janssen |
| 3 februari 2016 20:45 |                  |                |             | Stadion: Parkstad Limburg Stadion, Kerkrade Toeschouwers: 12.595 Scheidsrechter: Ed Janssen |
| 3 februari 2016 20:45 |                  |                |             | Stadion: Parkstad Limburg Stadion, Kerkrade Toeschouwers: 12.595 Scheidsrechter: Ed Janssen |
|                       |                  |                |             |                                                                                             |

|                       |                    |               |                               |                                                                                           |
| 4 februari 2016 20:45 | PSV                | 1 – 3 (0 – 2) | FC Utrecht *                  | Stadion: Philips Stadion, Eindhoven Toeschouwers: 20.000 Scheidsrechter: Richard Liesveld |
| 4 februari 2016 20:45 | Leeuwin 74' (e.d.) |               | 32', 58' Ramselaar 41' Haller | Stadion: Philips Stadion, Eindhoven Toeschouwers: 20.000 Scheidsrechter: Richard Liesveld |
| 4 februari 2016 20:45 |                    |               |                               | Stadion: Philips Stadion, Eindhoven Toeschouwers: 20.000 Scheidsrechter: Richard Liesveld |
| 4 februari 2016 20:45 |                    |               |                               | Stadion: Philips Stadion, Eindhoven Toeschouwers: 20.000 Scheidsrechter: Richard Liesveld |
|                       |                    |               |                               |                                                                                           |

#### Halve finales
De vier winnaars van de kwartfinales kwamen tegen elkaar uit. De wedstrijden werden gespeeld op 2 en 3 maart 2016. De loting werd verricht door Willem Janssen en de winnaar van de wedstrijd tussen Feyenoord en AZ werd als 'thuisspelende' club bij de finale in De Kuip benoemd.
VVSB was de tweede amateurclub in de halve finale, sinds de invoering van het profvoetbal in 1954.
|                    |                                                     |               |      |                                                                                          |
| 2 maart 2016 20:45 | FC Utrecht *                                        | 3 – 0 (0 – 0) | VVSB | Stadion: Stadion Galgenwaard, Utrecht Toeschouwers: 23.750 Scheidsrechter: Dennis Higler |
| 2 maart 2016 20:45 | P. van der Slot 73' (e.d.) Haller 75' Joosten 90+1' | Verslag       |      | Stadion: Stadion Galgenwaard, Utrecht Toeschouwers: 23.750 Scheidsrechter: Dennis Higler |
| 2 maart 2016 20:45 |                                                     |               |      | Stadion: Stadion Galgenwaard, Utrecht Toeschouwers: 23.750 Scheidsrechter: Dennis Higler |
| 2 maart 2016 20:45 |                                                     |               |      | Stadion: Stadion Galgenwaard, Utrecht Toeschouwers: 23.750 Scheidsrechter: Dennis Higler |
|                    |                                                     |               |      |                                                                                          |

|                    |                                                 |               |               |                                                                                            |
| 3 maart 2016 20:45 | Feyenoord *                                     | 3 – 1 (1 – 0) | AZ            | Stadion: Stadion Feijenoord, Rotterdam Toeschouwers: 47.500 Scheidsrechter: Danny Makkelie |
| 3 maart 2016 20:45 | Henriksen 15' (e.d.) Kramer 78' Kuyt 85' (pen.) | Verslag       | 46' Henriksen | Stadion: Stadion Feijenoord, Rotterdam Toeschouwers: 47.500 Scheidsrechter: Danny Makkelie |
| 3 maart 2016 20:45 |                                                 |               |               | Stadion: Stadion Feijenoord, Rotterdam Toeschouwers: 47.500 Scheidsrechter: Danny Makkelie |
| 3 maart 2016 20:45 |                                                 |               |               | Stadion: Stadion Feijenoord, Rotterdam Toeschouwers: 47.500 Scheidsrechter: Danny Makkelie |
|                    |                                                 |               |               |                                                                                            |

#### Finale
|                                         |                                              |               |                   | |
| 24 april 2016 18:00 Finale KNVB Beker * | Feyenoord                                    | 2 – 1 (1 – 0) | FC Utrecht        | De Kuip, Rotterdam Toeschouwers: 45.592 Scheidsrechter: Björn Kuipers Assistent-scheidsrechters: Sander van Roekel en Erwin Zeinstra 4de official: Mario Diks 5de official: Pol van Boekel * 6de official: Richard Liesveld * |
| 24 april 2016 18:00 Finale KNVB Beker * | Michiel Kramer 42' Filip Bednarek 75' (e.d.) | Verslag       | 51' Ramon Leeuwin | De Kuip, Rotterdam Toeschouwers: 45.592 Scheidsrechter: Björn Kuipers Assistent-scheidsrechters: Sander van Roekel en Erwin Zeinstra 4de official: Mario Diks 5de official: Pol van Boekel * 6de official: Richard Liesveld * |

| Feyenoord | FC Utrecht |

|                          |    |                          |       |
|                          |    |                          |       |
| GK                       | 1  | Kenneth Vermeer          |       |
| CB                       | 3  | Sven van Beek            |       |
| CB                       | 33 | Eric Botteghin           |       |
| CB                       | 4  | Terence Kongolo          | 50'   |
| RM                       | 2  | Rick Karsdorp            |       |
| CM                       | 8  | Karim El Ahmadi ***      |       |
| CM                       | 7  | Dirk Kuijt               | 89'   |
| LM                       | 21 | Tonny Vilhena            |       |
| RW                       | 28 | Jens Toornstra           | 90+2' |
| ST                       | 31 | Michiel Kramer           | 80'   |
| LW                       | 11 | Eljero Elia              |       |
| Wisselspelers:           |    |                          |       |
| GK                       | 23 | Pär Hansson              |       |
| DF                       | 6  | Jan-Arie van der Heijden |       |
| DF                       | 18 | Miquel Nelom             | 89'   |
| MF                       | 5  | Marko Vejinović          |       |
| MF                       | 20 | Renato Tapia             |       |
| FW                       | 14 | Bilal Başacıkoğlu        | 80'   |
| FW                       | 29 | Anass Achahbar           |       |
| Coach:                   |    |                          |       |
| Giovanni van Bronckhorst |    |                          |       |

|                |    |                        |     |
|                |    |                        |     |
| GK             | 16 | Filip Bednarek         |     |
| RB             | 2  | Mark van der Maarel ** |     |
| CB             | 3  | Ramon Leeuwin          | 30' |
| CB             | 14 | Timo Letschert         |     |
| LB             | 5  | Christian Kum          | 86' |
| DM             | 7  | Rico Strieder          |     |
| RM             | 23 | Bart Ramselaar         |     |
| LM             | 11 | Andreas Ludwig         | 76' |
| AM             | 8  | Willem Janssen         | 86' |
| ST             | 10 | Nacer Barazite         |     |
| ST             | 22 | Sébastien Haller       |     |
| Wisselspelers: |    |                        |     |
| GK             | 46 | Thijmen Nijhuis        |     |
| DF             | 19 | Ruben Ligeon           | 86' |
| DF             | 47 | Giovanni Troupée       |     |
| MF             | 25 | Sofyan Amrabat         |     |
| FW             | 9  | Ruud Boymans           | 76' |
| FW             | 18 | Rubio Rubin            |     |
| FW             | 37 | Patrick Joosten        | 86' |
| Coach:         |    |                        |     |
| Erik ten Hag   |    |                        |     |

Bijz.: * In deze wedstrijd werd er gebruikgemaakt van doellijntechnologie en van de 5de en 6de official.
** Bij FC Utrecht nam Mark van der Maarel in de 86e minuut de aanvoerdersband over van Willem Janssen.
*** Bij Feyenoord nam Karim El Ahmadi in de 89e minuut de aanvoerdersband over van Dirk Kuijt. 
| KNVB Beker 2015/16       |
| ------------------------ |
| Feyenoord Twaalfde titel |

## Topscorers
Legenda
- Pos. Positie
- Speler Naam speler
- Club Naam club
- Doelpunt
- Waarvan strafschoppen
- X Niet van toepassing

| Pos.             | Speler             | Club             |      | Gescoord met penalty |
| ---------------- | ------------------ | ---------------- | ---- | -------------------- |
| 1.               | Patrick Gerritsen  | Excelsior '31    | 5    | 0                    |
| 1.               | Sébastien Haller   | FC Utrecht       | 5    | 0                    |
| 3.               | Dirk Kuijt         | Feyenoord        | 4    | 2                    |
| 3.               | Tom van Weert      | Excelsior        | 4    | 0                    |
| 5.               | Vincent Ammerlaan  | Ter Leede        | 3    | 0                    |
| 5.               | Nacer Barazite     | FC Utrecht       | 3    | 0                    |
| 5.               | Markus Henriksen   | AZ               | 3    | 0                    |
| 5.               | Tomi Jurić         | Roda JC Kerkrade | 3    | 1                    |
| 5.               | Cem Köse           | Excelsior '31    | 3    | 0                    |
| 5.               | Jürgen Locadia     | PSV              | 3    | 0                    |
| 5.               | Frans van Niel     | VVSB             | 3    | 0                    |
| 5.               | Gaston Pereiro     | PSV              | 3    | 0                    |
| 5.               | Joran Pot          | Excelsior '31    | 3    | 0                    |
| 5.               | Bart Ramselaar     | FC Utrecht       | 3    | 0                    |
| 5.               | Olaf van der Sande | Capelle          | 3    | 0                    |
| 5.               | Jordy Thomassen    | FC Den Bosch     | 3    | 0                    |
| 5.               | Ilias Zaimi        | JVC Cuijk        | 3    | 0                    |
| 18.              | 43 spelers         | 43 spelers       | 2    | X                    |
| 61.              | 155 spelers        | 155 spelers      | 1    | X                    |
| Eigen doelpunten | Eigen doelpunten   | Eigen doelpunten | 11   | X                    |
| Totaal:          | Totaal:            | Totaal:          | 309  |                      |
| Wedstrijden:     | Wedstrijden:       | Wedstrijden:     | 84   |                      |
| Gemiddelde:      | Gemiddelde:        | Gemiddelde:      | 3,68 |                      |

## Deelnemers per ronde
Het aantal deelnemers per divisie per ronde is:
| Deelnemerscategorie | Ronde 1               | Ronde 2    | Ronde 3    | Achtste finale | Kwartfinale | Halve finale | Finale   | Winnaar  |
| ------------------- | --------------------- | ---------- | ---------- | -------------- | ----------- | ------------ | -------- | -------- |
| Eredivisie          | 0(bye)                | 18 (28,1%) | 12 (37,5%) | 9 (56,3%)      | 5 (62.5%)   | 3 (75%)      | 2 (100%) | 1 (100%) |
| Eerste divisie      | 0(bye)                | 17 (26,6%) | 09 (28,1%) | 2 (12,5%)      | 1 (12,5%)   | 0 0(0%)      | 0 0(0%)  | 0 0(0%)  |
| Topklasse           | 18 (42,9%) + (8x bye) | 20 (31,3%) | 08 (25%)   | 4 (25,0%)      | 2 (25,0%)   | 1 (25%)      | 0 0(0%)  | 0 0(0%)  |
| Hoofdklasse         | 15 (35,7%)            | 07 (10,9%) | 02 (6,3%)  | 1 0(6,3%)      | 0 0(0%)     | 0 0(0%)      | 0 0(0%)  | 0 0(0%)  |
| Eerste klasse       | 04 (9,5%)             | 01 (1,6%)  | 01 (3,1%)  | 0 0(0%)        | 0 0(0%)     | 0 0(0%)      | 0 0(0%)  | 0 0(0%)  |
| Tweede klasse       | 02 (4,8%)             | 01 (1,6%)  | 00 (0%)    | 00 (0%)        | 00 (0%)     | 00 (0%)      | 00 (0%)  | 00 (0%)  |
| Derde klasse        | 03 (7,1%)             | 00 (0%)    | 00 (0%)    | 00 (0%)        | 00 (0%)     | 00 (0%)      | 00 (0%)  | 00 (0%)  |
| Totaal              | 42                    | 64         | 32         | 16             | 8           | 4            | 2        | 1        |